# Illorsuit (Qaqortoq)
Illorsuit [ˌiˈɬːɔsːuit] (nach alter Rechtschreibung Igdlorssuit) ist eine grönländische Schäfersiedlung im Distrikt Qaqortoq in der Kommune Kujalleq.

## Lage
Illorsuit liegt am Nordwestufer des Igalikup Kangerlua an der Bucht Musartuut Iterlaat. Auf der anderen Fjordseite befindet sich das Seengebiet Tasikuluulik (Vatnahverfi) mit zahlreichen anderen Schäfersiedlungen. Der nächstgelegene größere Ort von Illorsuit aus ist Qaqortoq, das 21 km südwestlich liegt.

## Geschichte
1960 lebten drei Menschen in Illorsuit. Von den fünf Einwohnern im Jahr 1965 waren zwei als Schafzüchter tätig, die 1966 zusammen rund 950 Schafe besaßen. 1968 war die Einwohnerzahl auf sieben Personen angestiegen.

## Bevölkerungsentwicklung
Die Einwohnerzahl von Illorsuit war früher zweistellig, ist aber mittlerweile auf einen meist zwischen drei und fünf Personen liegenden Wert zurückgegangen. Einwohnerzahlen der Schäfersiedlungen sind letztmals für 2013 bekannt. Illorsuit wird statistisch unter „Farmen bei Eqalugaarsuit“ geführt.